# Dichotomius colonicus
Dichotomius colonicus es una especie de escarabajo coprófago del género Dichotomius, subfamilia, Scarabaeinae, orden Coleoptera. Fue descrita por Say en 1835.

## Distribución
Especie originaria del Neotrópico. Se distribuye por Colombia, Guyana, México, Panamá, Venezuela, Costa Rica, Panamá, Estados Unidos, Guatemala, Honduras, El Salvador y Brasil.

## Sinonimia
- Copris colonica Say, 1835.[2]
- Pinotus bituberculatus Harold, 1869.[2]